# サロックFC
サロック・フットボール・クラブ（Thurrock Football Club）はイングランド、エセックス州、グレイズを本拠地としていたサッカークラブチームである。

## 概要
1985年のチーム創設当時はパルフリートFCの名称で活動していたが、2003年に名称をサロックFC変更した。

## タイトル

### 国内タイトル
- エセックス・シニアリーグ:1回

1987-1988
- エセックス・シニアリーグ・リーグカップ:2回

1987-1988,1988-1989
- イスミアンリーグ・ディヴィジョン2:1回

1991-1992
- エセックス・シニアカップ:2回

2003-2004,2004-2005
- イスミアンリーグ・リーグカップ:1回

2003-2004

### 国際タイトル
- なし